# Вакцина проти ВІЛ
Вакцина проти ВІЛ — комбінована антиретровірусна вакцина, яка дозволяє захистити від інфікування ВІЛ людей, які мають негативний статус ВІЛ та мають високий ризик інфікування.
За даними ВООЗ, щохвилини у світі одна людина помирає від причин, пов'язаних зі СНІДом.
Згідно зі звітом ООН, у світі живе близько 39,9 мільйона людей з ВІЛ і 9,3 мільйона (майже чверть) досі не отримують життєво необхідного лікування.
У звіті зазначено, що якщо держави «вживатимуть рішучих заходів» для забезпечення фінансування та захисту прав кожної особи для захисту від ВІЛ/СНІД, то до 2050 року кількість людей, які живуть з ВІЛ і потребують лікування протягом усього життя, прогнозовано зменшиться до 29 мільйонів. Проте, якщо таких заходів не буде вжито, то кількість людей, які потребуватимуть лікування протягом усього життя, збільшиться до 46 мільйонів.

## Вакцина для профілактики ВІЛ
В США Американське Управління з продовольства та медикаментів (FDA) дозволило застосування дорослими та підлітками першого ін'єкційного препарату профілактики ВІЛ, який достатньо застосовувати раз на два місяці для забезпечення вищого ступеня захисту, у порівнянні з таблетованим засобом доконтактної профілактики. Таблетовані препарати покликані забезпечити високу ефективність та є ефективними проти ВІЛ у 99 % випадків. Для того, щоб дієвість залишалася високою, такі препарати потрібно приймати щоденно, що накладає певні обмеження на людей, що їх приймають. Також спрацьовує психологічний фактор дискомфорту через щоденне нагадування про захворювання.
Препарат Апретуд (Apretude) розроблений компанією ViiV Healthcare. Апретуд — це суспензія для ін'єкцій із тривалим вивільненням противірусного препарату каботегравіру. На відміну від каботегравіру у формі таблеток, «Апретуд» необхідно застосовувати через внутрішньом'язові ін'єкції раз на два місяці, з урахуванням того, що перші дві дози варто ввести із коротшим інтервалом в один місяць.

## Доконтактна профілактика ВІЛ
Доконтактна профілактика ВІЛ (англ. Pre-exposure prophylaxis) — антиретровірусні препарати, які захищають від інфікування ВІЛ людей із негативним ВІЛ-статусом, які мають ризик інфікування, статевим шляхом при дотриманні рекомендацій лікаря.
Наявність ін'єкційних препаратів поряд з таблетованими формами ДКП (TDF/FTC) дозволяє обирати між регулярним пероральним прийомом препаратів та ін'єкційним варіантом пролонгованої дії.
Всесвітня організація охорони здоров'я (ВООЗ) надала нові рекомендації щодо використання ін'єкційного препарату каботегравіру тривалої дії (CAB-LA) як засіб доконтактної профілактики (ДКП) ВІЛ. Схема застосування CAB-LA передбачає введення двох початкових доз препарату з інтервалом у чотири тижні, а потім підтримувальних ін'єкцій кожні вісім тижнів.
Каботегравір довготривалої дії (англ. CAB-LA, long-acting injectable cabotegravir) — ін'єкційний препарат тривалої дії класу інгібіторів перенесення ланцюга інтегрази (антиретровірусних препаратів), який може призначатися дорослим особам вагою не менше 35 кг. CAB-LA застосовується з метою зниження ризику інфікування ВІЛ-1 статевим шляхом для внутрішньом'язових ін'єкцій.

## Післяконтактні ліки проти ВІЛ
Сучасні методи терапії ВІЛ-інфекції полягають у щоденному прийманні антиретровірусних таблетованих препаратів, які перешкоджають поширенню інфекції в організмі. Проте такий режим прийому ліків накладає обмеження на самих пацієнтів, оскільки вони можуть забувати та пропускати прийом ліків, що збільшує ризик набуття ВІЛ стійкості до лікарських препаратів.
Щоб зменшити частоту прийому ліків пацієнтами із ВІЛ, фармацевтична компанія ViiV Healthcare розробила ін'єкційний засіб Кабенува (Cabenuva). Він складається із двох препаратів: рілпівірину та каботегравіру. Речовини постачаються разом, але в різних флаконах, оскільки вводити їх потрібно окремими ін'єкціями. Для забезпечення високої ефективності цих препаратів їх необхідно приймати один раз на місяць.